# EUAM Ucraïna
L'EUAM Ucraïna (sigles en anglès de Missió d'Assessorament de la Unió Europea per a la Reforma del Sector Civil de Seguretat a Ucraïna) és una missió d'assessorament de la Unió Europea per reformar el sector de la seguretat civil a Ucraïna.
La missió va ser acordada el 22 de juliol de 2014 pel Consell d'Afers Exteriors de la Unió Europea per un període de dos anys. Després que la Unió Europea i Ucraïna van acordar el 17 de novembre que la missió podria començar a treballar a Ucraïna, es va desplegar l'1 de desembre de 2014. Per decisió de 3 de desembre de 2016, es va prorrogar per un any més fins al 30 de novembre de 2017. La seu es troba al carrer Volodymyrska de la capital Kíev, encapçalada pel lituà Kęstutis Lančinskas.